# SMS Temes (II)
«Vardar» — монитор, относящийся к типу «Sava».
Заложен в 1914 году. Первоначально получила название в честь погибшего «Темеша», но после того как последний был поднят, переименован в «Босна». (9.5.1917). 31.12.1918 интернирован в Белграде. После войны передан Югославии и в январе 1919 года переименован в «Вардар». Входил в Дунайскую флотилию. 12.4.1941 взорван в Белграде.